# نيكل الثلاث سنتات
صممت قطعة النيكل النحاسية ذات الثلاثة سنتات ، والتي غالبًا ما تسمى قطعة النيكل ذات الثلاثة سنتات أو النيكل ذو الثلاثة سنتات، بواسطة كبير النقاشين في دار سك العملة الأمريكية جيمس ب. لونغاكر، وسكت بواسطة مكتب دار سك العملة الأمريكي من عام 1865 إلى عام 1889. كانت شعبية في البداية، لكن مكانتها في التجارة حلت محلها قطعة الخمسة سنتات، أو النيكل.
مع تخزين العملات الفيدرالية المعدنية الثمينة خلال الاضطرابات الاقتصادية في الحرب الأهلية الأمريكية، بما في ذلك قطعة الفضة من فئة الثلاثة سنتات، وحتى قطعة النحاس والنيكل التي كانت مرتفعة السعر، أصدر الكونغرس نقوداً ورقية بفئات صغيرة تصل إلى ثلاثة سنتات لتحل محل العملات المعدنية المخزنة في التجارة. أصبحت هذه القصاصات الصغيرة من الورق ممزقة وقذرة، وبدأ الناس يكرهون "لصقات الساق". بعد إصدار سنت برونزي أخف وزناً وقطعة من نفس المعدن بقيمة سنتين في عام 1864، وكلاهما تداولوهما بحرية، كانت هناك مقترحات لإصدار قطعة من النحاس والنيكل بقيمة ثلاثة سنتات لتحل محل ورقة الثلاثة سنتات. قاد المدافعون عن هذا المشروع الصناعي البنسلفاني جوزيف وارتون، الذي كان آنذاك يتحكم في إمدادات خام النيكل محليًا. في اليوم التشريعي الأخير من الدورة التشريعية، 3 مارس/آذار 1865، قُدِّم مشروع قانون لعملة معدنية من فئة ثلاثة سنتات مصنوعة من سبيكة النحاس والنيكل إلى الكونغرس، وأقرّه المجلسان دون نقاش، ووقّعه الرئيس أبراهام لينكولن.
شهدت عملة النيكل فئة الثلاثة سنتات تداولاً جيداً في البداية، لكنها تراجعت شعبيتها مع طرح عملة النيكل فئة الخمسة سنتات عام 1866، وهي عملة أكبر حجماً وأكثر ملاءمةً، بقيمة خمسة سنتات، تناسب النظام العشري بشكل أفضل. بعد عام 1870، شهدت معظم السنوات انخفاضاً في سكّ النيكل فئة الثلاثة سنتات سنوياً، وفي عام 1890، ألغاه الكونغرس. سُكّت آخر هذه العملات عام 1889؛ و صهر العديد منها لسكّ المزيد من العملات فئة الخمسة سنتات. لا تجمع هذه العملة على نطاق واسع، ولا تزال أسعار العملات النادرة منخفضةً مقارنةً بمقاييس العملات الأمريكية القابلة للتحصيل.

## الخلفية

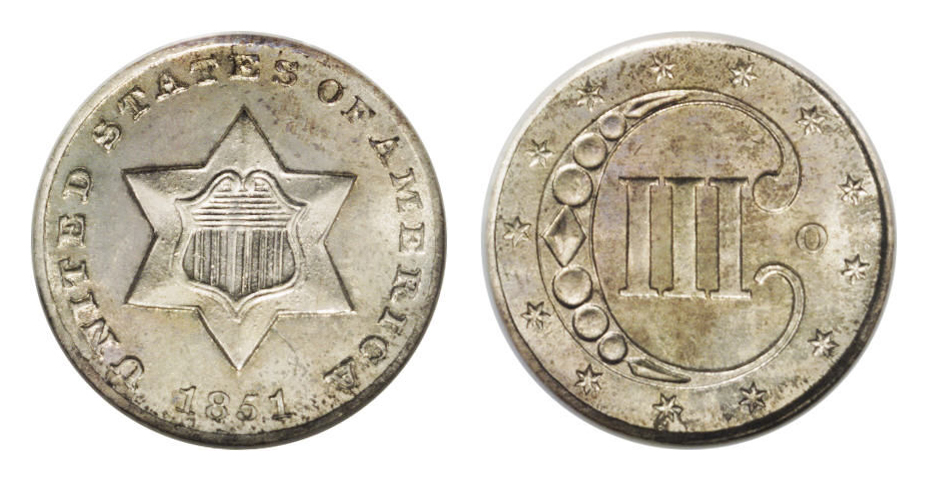
إصدرت قطعة الفضة بقيمة ثلاثة سنتات بداية من عام 1851.

أدى التدفق الكبير للسبائك الفضية من حمى الذهب في كاليفورنيا وغيرها من الاكتشافات إلى ارتفاع سعر الفضة نسبة إلى الذهب بدءًا من عام 1848، وخزنت العملات الفضية أو صدرت للصهر. في عام 1851، قدم السيناتور النيويوركي دانيال إس ديكنسون مشروع قانون في الكونغرس لإصدار قطعة نقدية بقيمة ثلاثة سنتات مكونة من 75% فضة و25% نحاس، وكان الهدف من ذلك خفض أسعار البريد من خمسة سنتات إلى ثلاثة سنتات. وكانت هذه النسبة من الفضة أقل من النسبة الطبيعية البالغة 90%، مما جعل العملات المعدنية متداولة في وقت الاكتناز. لم يتداولوا سنتات النحاس الكبيرة في منطقة ساحل المحيط الهادئ أو الجنوب بسبب التحيز ضد العملات المعدنية التي لا تحتوي على معادن ثمينة، وكانت بعض الوسائل التي تسمح بشراء طابع بريدي دون استخدام سنتات النحاس ضرورية. إقر مشروع قانون ديكنسون في 3 مارس 1851، وبالإضافة إلى تفويض الفضة الجديدة بقيمة ثلاثة سنتات، انخفضت الأسعار لمعظم البريد المحلي. بحلول عام 1854، خف الخلل، وزاد الكونغرس محتوى الفضة في قطعة الثلاثة سنتات إلى 90% القياسية للعملات الفضية، على الرغم من تقليل وزنها.
استبدل السنت الكبير بنسخة أصغر مصنوعة من 88% نحاس و12% نيكل في عام 1857. في عام 1861، بدأت الحرب الأهلية، وعندما فشلت الجهود المبذولة لتمويل الحرب عن طريق الاقتراض، توقفت الخزانة عن دفع الذهب في ديسمبر/كانون الأول 1861. تحولت الولايات المتحدة إلى اقتصاد يعتمد على النقود الورقية مع القليل من الاضطراب. بحلول شهر يونيو من عام 1862، ارتفع سعر الفضة إلى الحد الذي اختفت عنده العملات المعدنية المصنوعة من هذا المعدن من التداول، وصدر العديد منها إلى كندا، حيث أصبحت مقبولة في التداول، ويمكن استبدالها بالذهب. كان رحيل العملات المعدنية ذات القيمة المنخفضة أكثر إرباكًا للتجارة من فقدان العملات الذهبية ذات الفئات العالية، وأجري التغيير في المعاملات من خلال مجموعة متنوعة من الحلول المؤقتة. وشملت هذه الإصدارات العملة التي أصدرتها المدن والشركات، والطوابع البريدية المغلفة، والعملة الجزئية التي أصدرتها الحكومة الفيدرالية - أوراق نقدية بفئات صغيرة تصل إلى ثلاثة سنتات. كانت العملة الورقية منخفضة القيمة، سواء أصدرتها الحكومة أو الشركات، تُسمى "بالملصقات اللاصقة" من قبل عامة الناس، الذين لم يكونوا يحبونها. وعلى ساحل المحيط الهادئ، حيث لم تكن النقود الورقية مفضلة، استمر تداول الفضة والذهب.

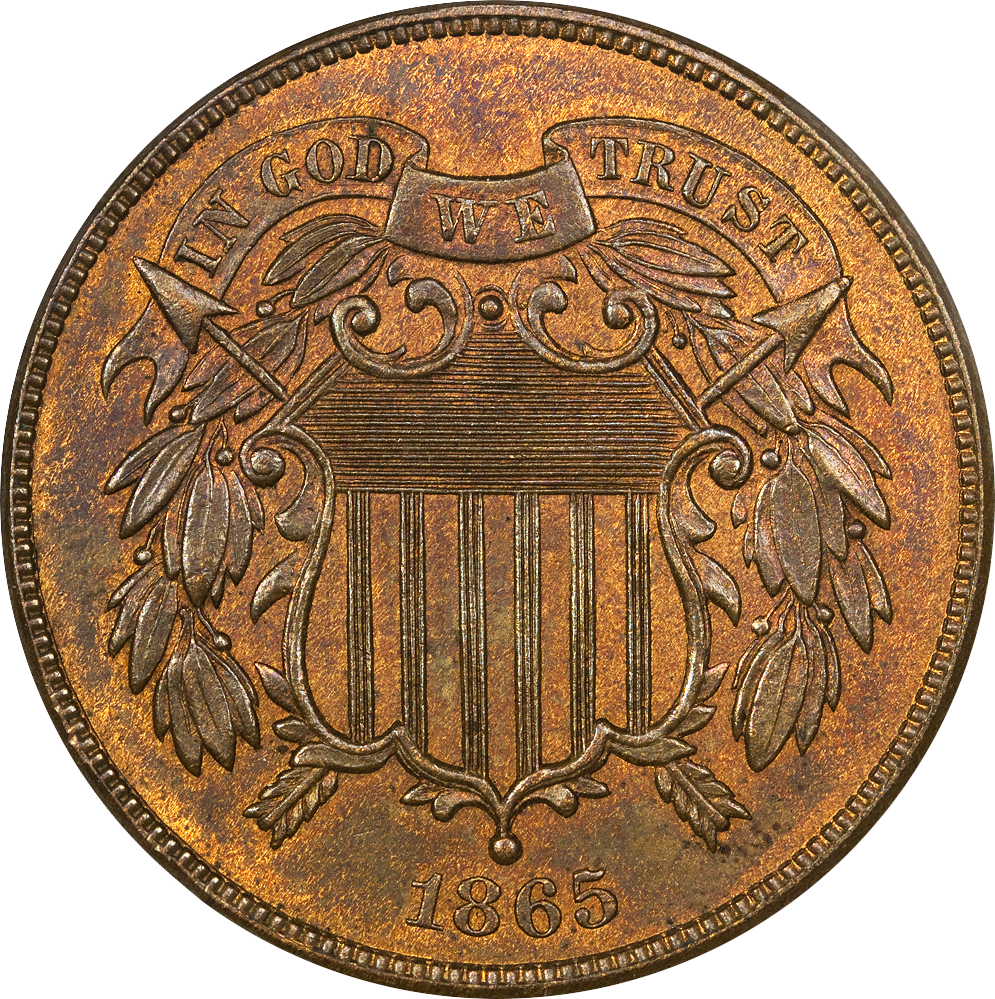
إصدرت القطعة البرونزية بقيمة سنتين بموجب قانون 22 أبريل 1864.

نظرًا لأن العملة الكسرية بفئات الثلاثة سنتات لم تظهر حتى أواخر عام 1864، كان السنت هو الوسيلة الوحيدة المتداولة آنذاك لكسب الباقي من ورقة الخمسة سنتات، ووصلت في عامي 1862 و1863 إلى علاوة عند بيعها في دفعات، بنحو 4٪. حاولت دار سك العملة في فيلادلفيا مواكبة الطلب، وقصرت المشتريات العامة من السنتات على خمسة دولارات، وأرسلت شحنات إلى المدن الكبرى. وعلى الرغم من هذه المحاولات، أشار مدير دار سك العملة جيمس بولوك في تقاريره السنوية إلى أن السنتات كانت شبه معدومة، حيث تخزنت على الرغم من حقيقة أن قيمتها المعدنية ظلت أقل من سنت واحد لكل منها. افترض عالم العملات نيل كاروثرز أن الجمهور قد وضعها جانباً باعتبارها العملة الفيدرالية الوحيدة المتداولة، المصنوعة من المعدن في وقت اضطر فيه الجمهور إلى قبول قطع ورقية رديئة بدلاً من الفضة والذهب.
مع بيع سنتات دار سك العملة في فيلادلفيا بأسعار مرتفعة، إصدر العديد من الإصدارات الرمزية الخاصة في عام 1863، ومررت على أنها سنتات في التجارة. لقد لاحظ مسؤولو دار سك العملة أن الرموز، التي غالبًا ما تكون مصنوعة من البرونز بدلاً من سبيكة النحاس والنيكل المستخدمة آنذاك في السنت، لم تتخزن وبدأوا في التفكير في إصدار عملات برونزية. عندما اقترح بولوك تشريعًا لعملات برونزية من فئة سنت واحد وسنتين وثلاثة سنتات، عارضه الصناعي جوزيف وارتون، مالك المصدر الرئيسي للنيكل في الولايات المتحدة في ذلك الوقت، وهو منجم في غاب، بنسلفانيا. كان مشروع قانون بولوك، كما قدم، ينص على قطع برونزية بقيمة سنت واحد وسنتين، وقد عارضته جماعات المصالح في وارتون. وفقا لكاروثرز،
Congress declined to compromise with the nickel interests ... In the House, its opponents managed to delay its passage for a month. ثاديوس ستيفنز, one of the most influential men in the House, fought it bitterly, admitting, however, that he objected to it because it adversely affected Wharton's interests.

صدر قانون سك العملة لعام 1864 في 22 أبريل من ذلك العام. بعد دخولها التداول بعد عدة أشهر، تداولوا بالعملة البرونزية من فئة السنت والسنتين في التجارة دون أن يخزنوها. كان سبائك البرونز أسهل في الضرب من سبائك النحاس والنيكل، مما يسمح بإبراز التفاصيل بشكل حاد وإطالة عمر قوالب العملات المعدنية.

## التشريع
كان النيكل، الذي كان يستخدم سابقًا في العملة المعدنية الأمريكية، لا مكان له الآن في العملة المعدنية الأمريكية. لم يكن هذا الأمر مرضيًا بالنسبة إلى وارتون، الذي سعى إلى استعادته. ورغم أن بولوك لم يذكر أي شيء عن سك المزيد من العملات المعدنية من النيكل في تقريره السنوي لعام 1864، فقد نشر وارتون في أبريل/نيسان من ذلك العام كتيباً يقترح أن تتكون جميع العملات المعدنية غير الثمينة من 75% من النحاس و25% من النيكل. كانت العملات المعدنية النحاسية والنيكل تحتوي على 12% فقط من النيكل، ومع ذلك كان من الصعب على الدار سكها بسبب صلابة المعدن، حيث كان استخدامها يؤدي إلى إتلاف المعدات وكسر القوالب بسرعة. سيكون من الصعب للغاية سك سبيكة من النيكل بنسبة 25%. زعم وارتون أن السبائك الصلبة سيكون من الصعب تزويرها.

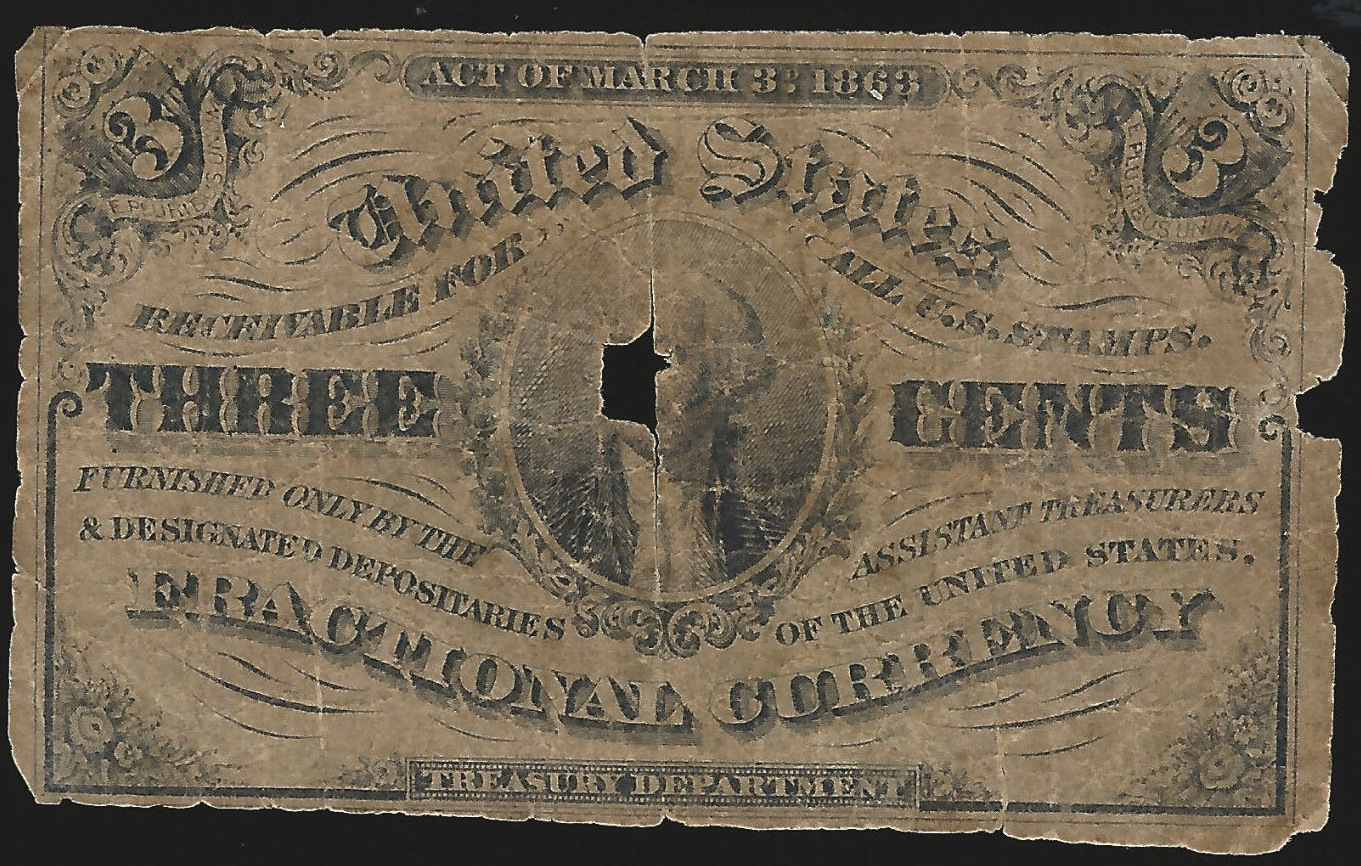
ورقة نقدية كسرية من فئة ثلاثة سنتات مهترئة تعود إلى عام 1864

كان الكونغرس قد أذن، بموجب قانون 3 مارس 1863، بإصدار عملات كسرية من فئة 3 سنتات؛ وعندما طُرحت هذه الأوراق النقدية للتداول في العام التالي، لم تحظَ بشعبية كبيرة. كما حظر قانون عام 1864، الذي استبدل النحاس والنيكل بالبرونز، إصدار "رؤوس النحاس" أو العملات الرمزية الخاصة. ورغم أنه لم يعد بالإمكان إصدارها إلا بشكل مجهول، وبالتالي لم يكن من الممكن استردادها، إلا أن "رؤوس النحاس" كانت تُفضّل على "ملصقات الساق" من فئة 3 سنتات. حتى أن بعض رموز "رؤوس النحاس" كُتب عليها "بديل لملصقات الساق". وسرعان ما أصبحت الأوراق النقدية متسخة ومهترئة، مما زاد من كرهها. وكان تقييمها بالكمية أصعب من تقييم الأوراق النقدية التي تحمل فئات قابلة للقسمة على خمسة. ووفقًا لوالتر برين، "كانت هذه هي اللحظة التي كان أنصار وارتون ينتظرونها". جادل وارتون ومناصروه بضرورة استبدال أوراق الثلاثة سنتات بعملات معدنية معادلة. زعموا أنه إذا أمر الكونغرس بعملة برونزية بقيمة ثلاثة سنتات، فإن هذه القطعة ستكون بحجم سنت كبير عفا عليه الزمن، وقد تُستخدم لخداع المكفوفين لقبول سنت ما قبل عام 1857 بدلاً من العملة الأكثر قيمة. بولوك، الذي كان في السابق معارضًا لعملة النيكل، غيّر رأيه وأصبح مؤيدًا.
هناك روايات متباينة قليلاً حول سبب إقرار مشروع قانون النيكل ذي الثلاثة سنتات. روى برين عن الضغط الذي مارسه مؤيدو النيكل على رئيس لجنة سك العملة في مجلس النواب، جون آدم كاسون، والذي أقنعه في النهاية برأي مفاده أن حتى العملات المعدنية التي تحتوي على 25% من النيكل (والتي ستؤثر سلباً على معدات دار سك العملة) ستكون أفضل من الاستمرار في استخدام لاصقات الساق، وقدموا له مسودة مشروع قانون لعملة من فئة الثلاثة سنتات من تلك السبائك. جعل مشروع القانون العملة الجديدة عملة قانونية بستين سنتاً. كان قانون عام 1864 قد جعل العملة القانونية للسنت عشرة سنتات، والسنتين عشرين سنتاً؛ وخُفِّض كلا الحدين إلى أربعة سنتات. لم يُلغِ مشروع القانون العملة الفضية من فئة الثلاثة سنتات، والتي كانت لا تزال تُسك بكميات صغيرة. ستُصدر عملات النيكل النحاسية الجديدة مقابل لاصقات الساق من فئة الثلاثة سنتات - وقد صدرت تعليمات إلى مكتب العملة بعدم طباعة المزيد من الأوراق النقدية من فئة الثلاثة سنتات.

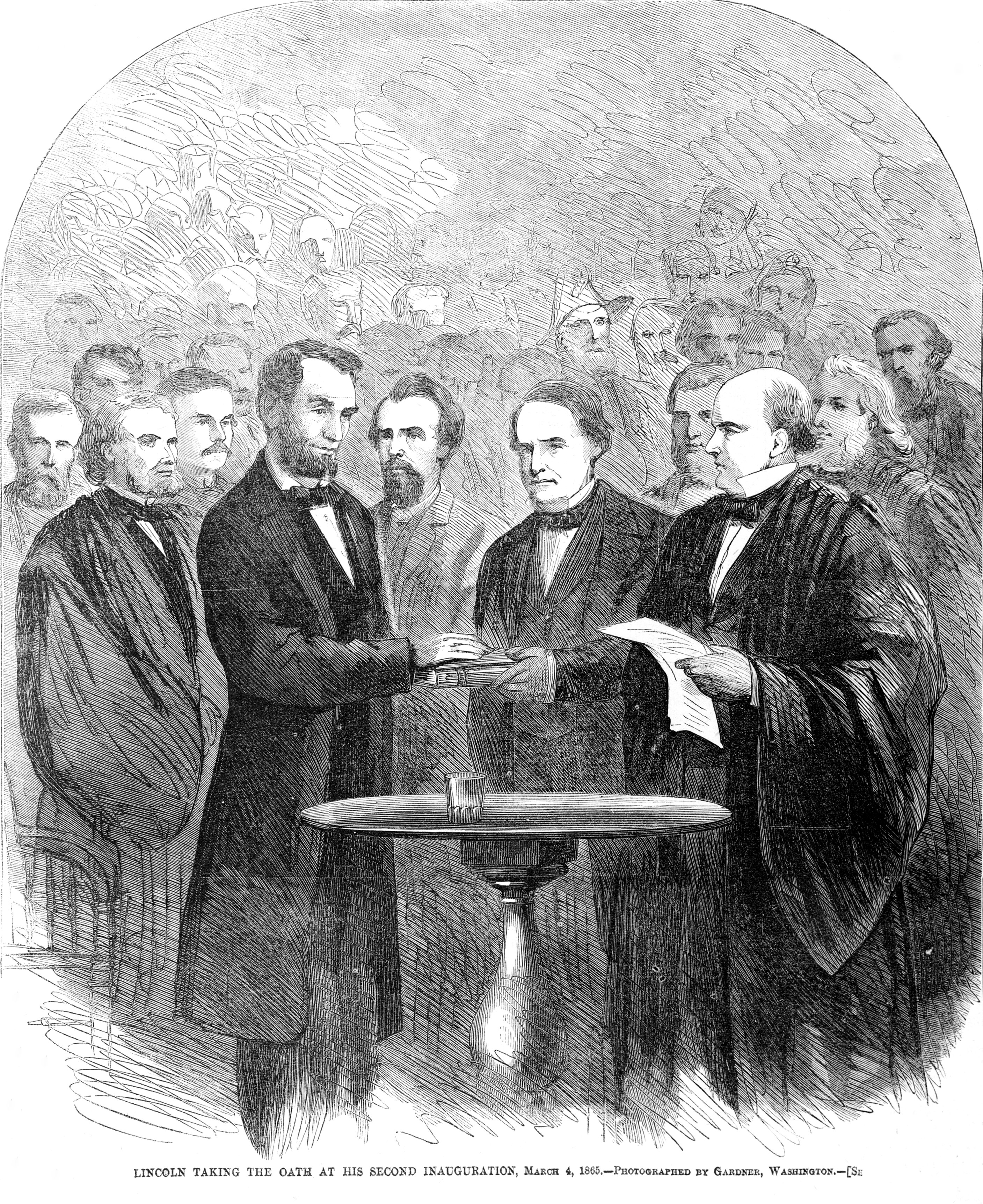
أدى أبراهام لينكولن اليمين الدستورية لفترة رئاسية ثانية بعد دقائق فقط من توقيعه على مشروع القانون الذي يجيز العملة المعدنية فئة ثلاثة سنتات.

وقد مرر مشروع القانون في مجلس النواب مساء يوم 3 مارس 1865. وفي ذلك الوقت، كان من المعتاد تمديد اليوم الأخير من الدورة البرلمانية في السنوات الفردية إلى ظهر يوم الرابع من مارس/آذار، وهذا ما حدث بالفعل. ناقش مجلس الشيوخ مشروع القانون في وقت متأخر من صباح يوم 4 مارس. وقد قاطعوا العمل مرارا وتكرارا، أولا من قبل السيناتور جون شيرمان من ولاية أوهايو الذي أبلغ عن التقدم المحرز في مشروع قانون المخصصات، ثم من قبل جيمس غرايمز من ولاية أيوا الذي صرح بأن حاملي التذاكر للاحتفالات الافتتاحية في الظهيرة كانوا يتبللون بالمطر خارج مبنى الكابيتول، مما تسبب في بعض الجدل حول ما إذا كان ينبغي السماح لهم بالدخول في وقت مبكر. وبمجرد السماح للضيوف الإناث بالدخول (مع ترك الرجال في الخارج)، أقر مجلس الشيوخ مشروع قانون النيكل الذي تبلغ قيمته ثلاثة سنتات دون مناقشة، ووقع عليه بعد ذلك بفترة وجيزة من قبل الرئيس أبراهام لينكولن.
قال ديفيد باورز عن الإقرار المفاجئ للتشريع "لا يمكننا إلا تخمين ما حدث خلف الكواليس". كتب كاروثرز أن كاسون عارض سك العملة المعدنية من فئة النيكل، لكنه قدم مشروع القانون الخاص بها على الرغم من اندفاع اليوم الأخير من الدورة البرلمانية، "لم يكن هناك تقرير ولا تفسير ... ولم يكشف عن التأثيرات التي أدت إلى إقرار هذا الإجراء بهذه الطريقة أبدًا." اقترح مؤرخ العملات دون تاكساي أنه بحلول 3 مارس 1865، "جعل التداول الواسع للعملة البرونزية من فئة السنت والسنتين عملة من فئة الثلاثة سنتات غير ضرورية."

## التصميم
كان كبير النقاشين في دار سك العملة جيمس ب. لونغاكر، منذ عام 1849، يصمم عملات معدنية تحمل صورًا مختلفة للإلهة الحرية، استنادًا إلى تمثال نصفي، فينوس أكروبيه، رآه في متحف فيلادلفيا على سبيل الإعارة من الفاتيكان. على الرغم من أن Liberty كما استخدمت على قطعة النيكل ذات الثلاثة سنتات هي الأقرب إلى سنتات لونغاكر التجريبية من عام 1857 وربع النسور من عام 1860، إلا أنها تشبه معظم تصويرات النقاش الرئيسي الأخرى لـ Liberty. وعلى القطعة النقدية بقيمة ثلاثة سنتات، ترتدي تاجًا يحمل اسمها، وشريطًا يربط شعرها. بالنسبة للوجه الخلفي، قام لونغاكر بدمج الرقم الروماني III كما هو موضح على قطعة الثلاثة سنتات الفضية مع إكليل الغار المستخدم على الوجه الخلفي لعملة رأس الهندي لعام 1859. اقترح برين أن تشابه التصميم مع عملات لونغاكر الأخرى ساهم في انخفاض مستوى اهتمام هواة جمع العملات بالعملة المعدنية فئة الثلاثة سنتات.
وفقًا للانغ، "بحكمةٍ مُسبقة، قام جيه بي لونغاكر ببساطة بتعديل صورةٍ موجودةٍ للحرية على وجه عملة النيكل فئة الثلاثة سنتات. ويظهر نفس الشكل الكلاسيكي الذي يظهر على سنت الرأس الهندي، والدولار الذهبي، وفئة الثلاثة دولارات، مُزينًا بتصفيفة شعر جديدة وتاجٍ مُرصّعٍ بكلمة الحرية." تضمن القانون الذي سمح بإصدار عملة النيكل فئة الثلاثة سنتات بندًا يُلزم باستخدام شعار "نحن نثق في الله" على جميع القطع الكبيرة التي تتسع له، ولكن اعتُبرت العملة الجديدة صغيرةً جدًا. لم يجري أي تغيير على تصميم القطعة النقدية النيكلية ذات الثلاثة سنتات طوال عمرها.

## الإنتاج

### السنوات الأولى (1865-1873)
كانت قطعة النيكل ذات الثلاثة سنتات شائعة جدًا عندما دخلت التداول في منتصف عام 1865. كانت هذه العملة أكثر ملاءمة من العملة البرونزية الأكبر من فئة سنتين، وقد حلت إلى حد كبير محل تلك العملة، مما أدى إلى انخفاض شعبية فئة سنتين وإلغائها في عام 1873. ومع ذلك، تسبب السبائك الصلبة في مستويات عالية من كسر القالب. بين عامي 1865 و1876، استخدمت الحكومة حوالي 17 مليون قطعة نقدية من فئة ثلاثة سنتات لاسترداد الأوراق النقدية الكسرية من فئة ثلاثة سنتات.
لم تكن مصالح النيكل في وارتون راضية عن إصدار العملة المعدنية بقيمة ثلاثة سنتات، وسرعان ما بدأت في التحريض على إصدار عملة معدنية بقيمة خمسة سنتات، مصنوعة من نفس السبائك التي تصنع منها العملة المعدنية بقيمة ثلاثة سنتات. وقد أدخل قانون 16 مايو 1866 عملة النيكل بقيمة خمسة سنتات، أو "النيكل"، كما أصبحت تُعرف. وفقًا لديفيد لانغ في تاريخه لدار سك العملة، فإن قطعة الخمسة سنتات "أصبحت واحدة من الركائز الأساسية لعملة البلاد". كانت العملة المعدنية الجديدة بقيمة خمسة سنتات قانونية بقيمة تصل إلى دولار واحد.

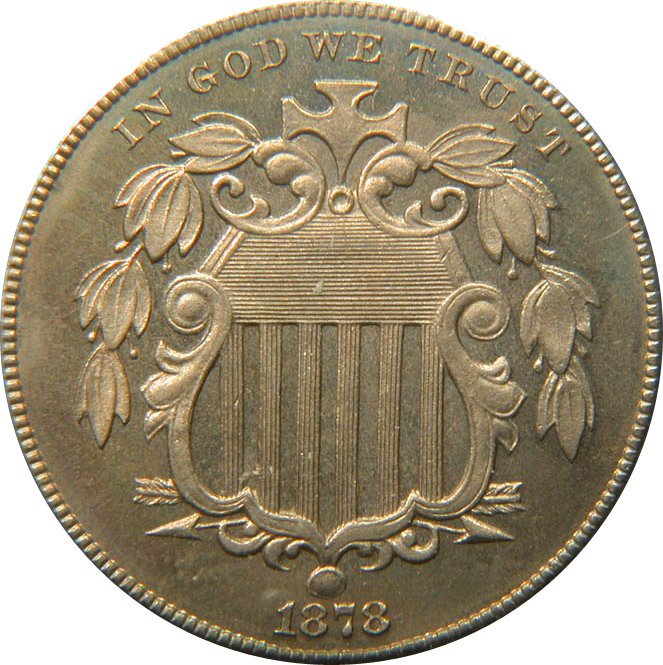
ساعد النيكل الجديد من فئة الدرع (الذي سك لأول مرة في عام 1866) في إخراج قطعة النيكل النحاسية بقيمة ثلاثة سنتات من التداول.

أدى إدخال قطعة النحاس والنيكل بقيمة خمسة سنتات إلى تقليل شعبية واستخدام قطعة الثلاثة سنتات بشكل كبير. ظهرت العملة المعدنية ذات الثلاثة سنتات لأول مرة في عام 1865 بسك أكثر من أحد عشر مليونًا وحوالي خمسة ملايين في عام 1866؛ وبعد ذلك انخفضت عمليات الضرب، حتى هبطت إلى أقل من مليون بحلول عام 1871، وهو رقم لم تتجاوزه العملة المعدنية بعد ذلك إلا مرتين. كان الجمهور يفضل العملات البرونزية الصغيرة على النقود الورقية، ثم يفضلون قطعة النيكل ذات الثلاثة سنتات بدلاً من البرونز؛ والآن يفضلون قطعة النيكل ذات الخمسة سنتات على الثلاثة سنتات. وكان أحد أسباب ذلك هو أن قطعة الخمسة سنتات المعدنية الأساسية سوف تستردها الحكومة إذا قدمت في مجموعات بقيمة 100 دولار بموجب حكم في التشريع الذي يجيز ذلك. ولم يكن هناك مثل هذا الترتيب بالنسبة لقطعة النيكل ذات الثلاثة سنتات؛ كما لم يكن هناك أي ترتيب مماثل بالنسبة للعملات المعدنية الأساسية الأخرى. بعد استقالة بولوك في عام 1866 بسبب اعتراضاته على سياسات إعادة الإعمار التي انتهجها الرئيس جونسون، أصبح مدير دار سك العملة الجديد هو هنري ليندرمان، الذي وصف في تقريره السنوي الأول في عام 1867 بند الاسترداد في التشريع الذي يجيز النيكل بأنه "حكم حكيم وعادل للغاية"، وحث على تمديده ليشمل قطعة السنت والسنتين والثلاثة سنتات. كان مديرو مكاتب البريد مضطرين إلى قبول قطع من النيكل بقيمة ثلاثة سنتات مقابل الطوابع، لكنهم واجهوا صعوبة في إيداعها في الخزانة لسداد التزاماتهم، حيث لم تكن الحكومة تأخذ أكثر من ستين سنتًا منها في معاملة واحدة. وبالمثل، رفض الأفراد والشركات الخاصة بيعها بما يتجاوز الحد القانوني؛ وكان أولئك الذين لديهم فائض من العملات المعدنية الأساسية يبيعونها غالبًا بخصم.
ولم يتخذ الكونغرس أي إجراء بشأن مشروع قانون الاسترداد، وفي عام 1868 كتب ليندرمان مرة أخرى في تقريره السنوي، يحث على السماح للجمهور باسترداد العملات المعدنية ذات الفئات الصغيرة، حيث غمرت هذه العملات التجارة. وكشف أنه كان يستبدل العملات القديمة من فئة النحاس والنيكل بعملات من فئة الثلاثة سنتات والنيكل. وأشار كاروثرز إلى أن استبدال قطع النحاس والنيكل بالسنتات ينتهك قانوني عامي 1865 و1866، اللذين ينصان على أنه لا يمكن شراء قطعة الثلاثة سنتات والنيكل بالسنتات، ولكن فقط مقابل الأوراق النقدية الخضراء أو المسكوكات المعدنية. دعا ليندرمان بقوة إلى إصدار قانون استرداد لتخفيف فائض العملات الصغيرة:
But the government that sold these tokens at par for their face value, or paid them as money to its creditors, now turns round and refuses to receive them back in payment from its own officers ... Was there ever an act of the government of a respectable people that, for meanness, can compare with this? An individual that practiced such a confidence game would be branded as a two-penny thief, and would soon be consigned to a house of correction. A government that practices such frauds upon the people cannot hope long to receive the respect of anybody.

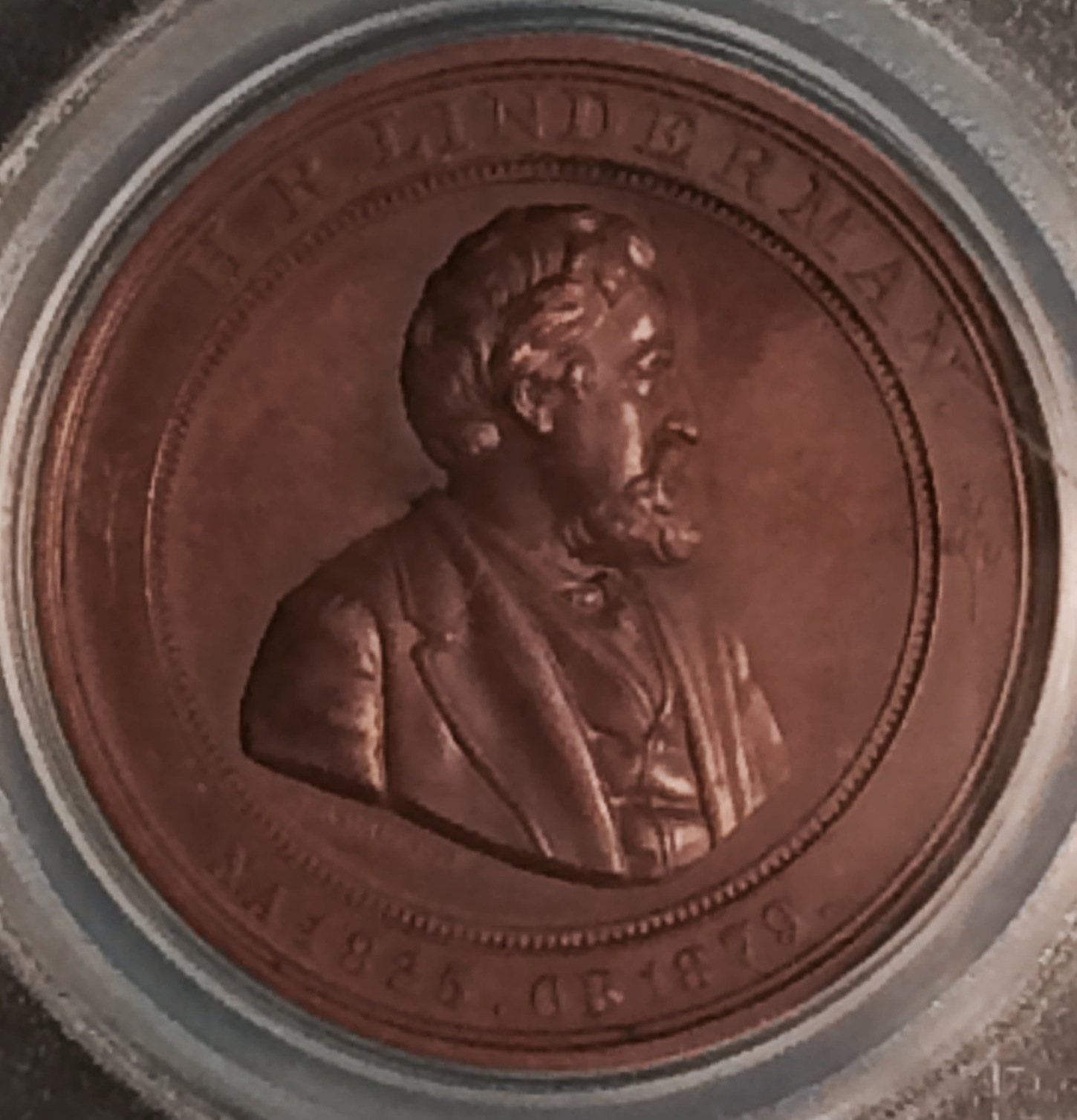
اعترض هنري ليندرمان (الذي ظهر على ميدالية التحليل لعام 1879) بشدة على رفض الحكومة استرداد العملة المعدنية فئة الثلاثة سنتات.

في عام 1866، إرسل مسؤول وزارة الخزانة جون جاي نوكس لفحص دار سك العملة في سان فرانسيسكو. بعد عودته إلى واشنطن، قدم تقريراً أوصى بإجراء العديد من التغييرات في كيفية إدارة دار سك العملة لأعمالها، بما في ذلك إصلاح العملات المعدنية الأساسية. اشتكى نوكس من أن التشريعات المختلفة الخاصة بالعملات غير النقدية كانت "منفصلة وغير متوافقة تمامًا". قدم ليندرمان تشريعًا لوقف العملة الكسرية التي تقل عن 25 سنتًا، والسماح بعملات نحاسية ونيكل بقيمة سنت واحد وثلاثة وخمسة سنتات، كعملة قانونية وقابلة للاسترداد، وفي حالة القطعة التي تبلغ قيمتها ثلاثة سنتات، أكبر وأثقل من العملة المعدنية الحالية. قدم مشروع قانون ليندرمان من قبل ممثل ولاية بنسلفانيا ويليام دي كيلي في فبراير 1868. لقد مرر في مجلس النواب بصيغته المعدلة، ولكن لم يصوت عليه في مجلس الشيوخ. حاول كيلي مرة أخرى في الدورة التالية للكونغرس، ولقي مشروع القانون نفس مصير سابقه.
عاد بولوك إلى منصبه كمدير لدار سك العملة في عام 1869. على الرغم من أن بولوك عارض استرداد العملات المعدنية، فإن وزير الخزانة جورج إس. بوتويل لم يفعل ذلك، ووقع مشروع قانون يسمح باسترداد العملات المعدنية الأساسية في مجموعات لا تقل قيمتها عن 20 دولارًا كقانون من قبل الرئيس يوليسيس إس. جرانت في 3 مارس 1871. وبحلول ذلك الوقت، كان الكونغرس ينظر في الإصدارات المبكرة من ما أصبح يُعرف بقانون سك العملة لعام 1873. كان هذا تشريعًا رئيسيًا أدى إلى إصلاح القوانين المتعلقة بالدار. كما قدمه عضو مجلس الشيوخ عن ولاية أوهايو جون شيرمان في 28 أبريل 1870، فقد تضمن اقتراح ليندرمان لاستخدام النحاس والنيكل في العملات المعدنية الثانوية. واستمرت المناقشة حول مشروع القانون على مدى السنوات الثلاث التالية. وكان استخدام النيكل نقطة خلاف في التشريع؛ حيث زعم بعض أعضاء الكونغرس أن الهدف الكامل من مشروع القانون هو تحقيق الفائدة لوارتون. بين عامي 1870 و1872، إقرت نسخ مختلفة من مشروع القانون، بقطعة أكبر من فئة ثلاثة سنتات، مرتين في مجلس النواب ومرة في مجلس الشيوخ، ولكن لم يكن من الممكن التوفيق بين الاختلافات بين المجلسين. بعد إقرار القانون للمرة الثانية في مجلس النواب، في مايو/أيار 1872، ألغت لجنة المالية في مجلس الشيوخ الأحكام الخاصة بسك العملات النحاسية والنيكل. بعد اجتماع لجنة المؤتمر، أقر كلا المجلسين نسخة تركت السنت، والثلاثة سنتات من العملة المعدنية، والنيكل دون تغيير، وقد وقع عليها الرئيس جرانت في 12 فبراير/شباط 1873. ألغى القانون العملة المعدنية من فئة سنتين، والقطعة الفضية من فئة ثلاثة سنتات، ونصف عشرة سنتات فضية، والدولار الفضي القياسي (أعيد العمل بالفئة الأخيرة في عام 1878). أصبحت القطعة النقدية بقيمة ثلاثة سنتات قانونية بقيمة خمسة وعشرين سنتًا، كما كانت الحال مع العملتين المعدنيتين الأساسيتين الأخريين، السنت والنيكل (أما العملات الفضية الباقية فقد أصبحت قانونية بقيمة خمسة دولارات). اعتبر الكاتب المتخصص في علم العملات برين أن قرار إلغاء العملة الفضية بقيمة ثلاثة سنتات ونصف عشرة سنتات، والتي قد تنافس بشكل مباشر عملتي النحاس والنيكل، كان بمثابة خدمة لوارتون. وصف كاروثرز إلغاء العملات الفضية من فئة الثلاثة سنتات والخمسة سنتات بأنه "ضرورة إذا أردنا استمرار عملات النيكل من فئة الثلاثة سنتات والخمسة سنتات بعد إحياء العملات الفضية".

### الانحدار والنهاية (1873-1890)
في 18 يناير 1873، تقدم كبير صُنّاع العملات في دار سك العملة في فيلادلفيا، أ. لودون سنودن، بشكوى رسمية إلى بولوك بسبب تشابه الرقم "3" الموجود على العملات المعدنية للعام الجديد مع الرقم "8". أمر بولوك كبير النقاشين ويليام باربر (كان لونغاكر قد توفي في منصبه في الأول من يناير عام 1869) بإعادة تصميم الشعارات الخاصة بالتاريخ. وهكذا، فإن معظم فئات العملات الأمريكية التي يعود تاريخها إلى عام 1873، بما في ذلك قطعة النيكل ذات الثلاثة سنتات، لها أصناف: عملة 3 المغلقة (أو المغلقة) من أوائل العام، وعملة 3 المفتوحة من بعد أن أجرى باربر تعديلاته. سك ما مجموعه 390,000 عملة مغلقة من فئة الثلاثة سنتات و 783,000 عملة مفتوحة من فئة الثلاثة سنتات.
أشار عالم العملات بروس سي. غولدشتاين إلى أن عدة عوامل مجتمعة أدت إلى انخفاض قيمة عملة النيكل فئة الثلاثة سنتات بعد إقرار قانون عام 1873. فقد تضاءل الإقبال على العملات الكسرية، إذ مرّ ما يقرب من عقد من الزمان على إصدار أوراق الثلاثة سنتات. وقد أدى ارتفاع أسعار الفضة في الغرب إلى انخفاض سعر هذا المعدن لدرجة أن العملات الفضية القديمة خرجت من الاحتكار وعادت للتداول. هذه العوامل، إلى جانب وفرة مخزونات السنتات والنيكل، جعلت عملة النيكل فئة الثلاثة سنتات، وهي عملة غير فضية من فئة فردية، أقل طلبًا. وبحلول عام 1876، انخفض عدد العملات المخصصة للتداول إلى 162,000. ولم تُسك أي عملة للتداول في عامي 1877 و1878، على الرغم من سك بعض العملات المعدنية المميزة للبيع للجمهور.
على الرغم من سك أكثر من مليون قطعة نقدية في عام 1881، إلا أن ضربة أخرى لقطعة الثلاثة سنتات حدثت في الأول من أكتوبر عام 1883، عندما خُفِّضت أسعار البريد من الدرجة الأولى من ثلاثة إلى سنتين لأول 0.5 أونصة (14 غرامًا). وعلى الرغم من أن سعر القطع التي يصل وزنها إلى أونصة واحدة (28 غرامًا) ظل في البداية عند ثلاثة سنتات، فقد مدد سعر السنتين إلى أونصة واحدة اعتبارًا من الأول من يوليو عام 1885. ونظرًا لحرمانها من السبب الأصلي لوجود الفئة، لم تُسك أي قطع نقدية من فئة الثلاثة سنتات للتداول في عام 1886 (على الرغم من إنتاج عدة آلاف من العملات المعدنية)، وفي السنوات الثلاث المتبقية من عمر القطعة النقدية، سك أقل من 60000 قطعة نقدية للتداول. مع تراجع إنتاج العملات المعدنية من فئة الثلاثة سنتات، ازدهرت العملات المعدنية الأخرى غير النقدية، حيث سُكّت أعداد قياسية من السنتات في ثمانينيات القرن التاسع عشر لتلبية الحاجة إلى الفكة، ولآلات الأركيد التي تعمل بالبنسات. لاقى النيكل رواجًا في ماكينات القمار وسكك الحديد في الشوارع، والتي غالبًا ما كانت تُحدد أجرة السفر بخمسة سنتات. مع عودة تداول الفضة، تراجعت شعبية عملة الثلاثة سنتات لأن قطرها كان تقريبًا مساويًا لقطر الدايم، مما أدى إلى ارتباك وعمليات احتيال صغيرة.

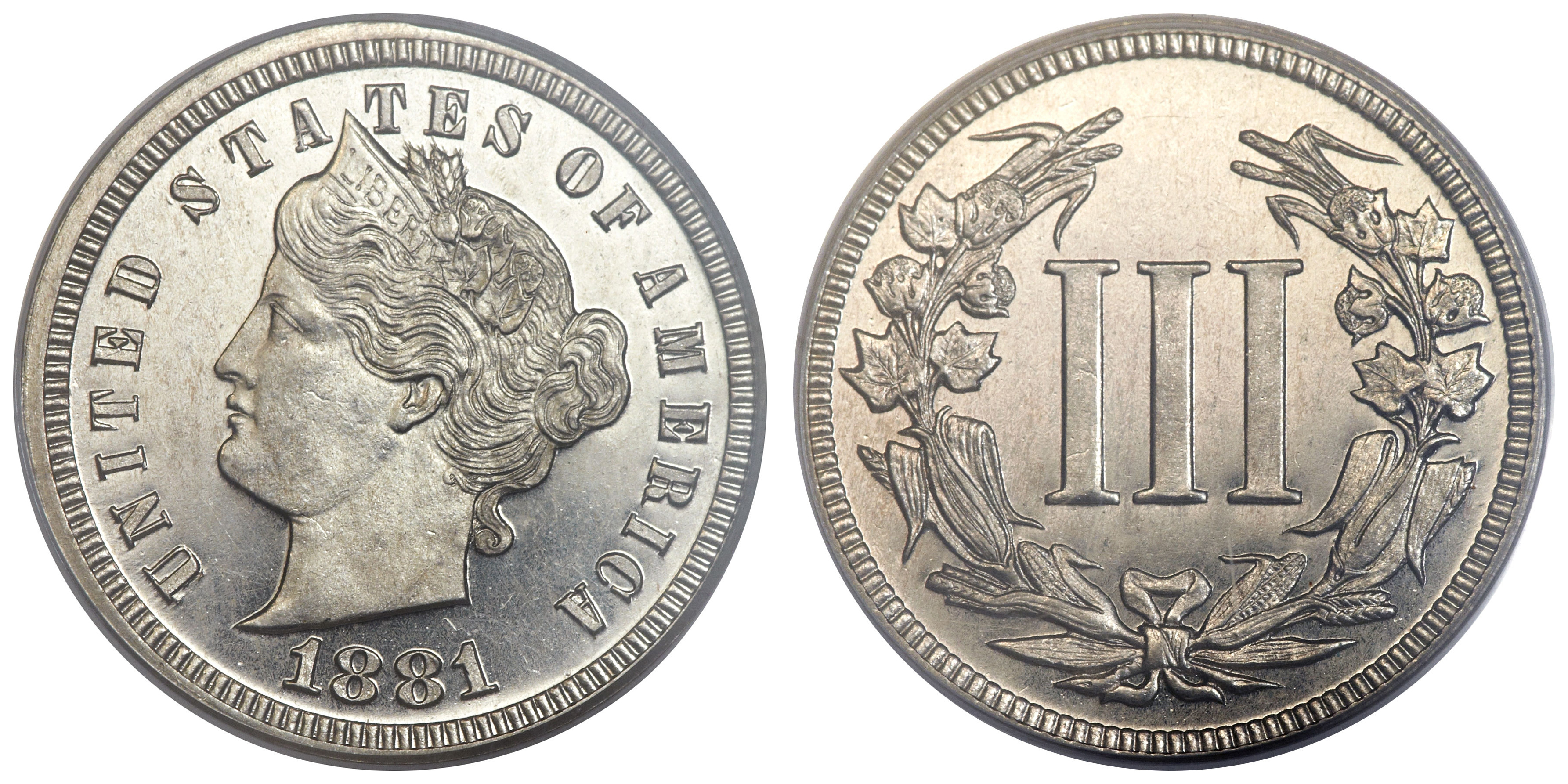
نمط عام 1881 بواسطة كبير النقاشين تشارلز إي. باربر للعملة المعدنية من فئة الثلاثة سنتات. استخدم التصميم على عملة النيكل Liberty Head.

بدءًا من عام 1880، ناشد مدير دار سك العملة ووزير الخزانة الكونغرس في تقاريرهما السنوية التوقف عن استخدام قطعة الثلاثة سنتات. سكت آخر قطعة نقدية بقيمة ثلاثة سنتات في عام 1889، وأوقف العمل بهذه الفئة، إلى جانب الدولار الذهبي وقطعة الدولار الثلاثة، بموجب قانون 26 سبتمبر 1890. ظلت العديد من العملات المعدنية من عامي 1888 و1889 محفوظة في وزارة الخزانة وصهرت بعد إقرار القانون، وكان هذا هو مصير ملايين أخرى منها عندما تدفقت مرة أخرى من البنوك. ساهم المعدن الناتج في سك كميات كبيرة من عملة النيكل ذات الرأس الليبرالي بين عامي 1890 و1893.
قدمت أحد المقترحات لإحياء القطعة النقدية بقيمة ثلاثة سنتات في عام 1911، عندما أرسل عمدة مدينة توليدو بولاية أوهايو، براند ويتلوك، وعمدة مدينة كليفلاند، نيوتن دي بيكر، مذكرة مشتركة إلى الكونغرس تحث على إعادتها. وفي العام التالي، عقدت لجنة فرعية تابعة للجنة مجلس النواب المعنية بالعملة والأوزان والمقاييس جلسة استماع بشأن مشاريع القوانين التي تهدف إلى السماح بقطعة نقدية من النحاس والنيكل بقيمة ثلاثة سنتات وتغيير تركيب السنت إلى النحاس والنيكل. وشهد مدير دار سك العملة جورج إي. روبرتس وأشار إلى أنه ليس لديه اعتراض على قطعة نقدية بقيمة ثلاثة سنتات، حيث كان هناك على الأقل طلب محدود على عملة أكبر من السنت وأصغر من النيكل. في عام 1936، كان مشروع قانون لإصدار عملة من فئة النيكل بقيمة ثلاثة سنتات من بين التشريعات المختلفة الخاصة بالعملات المعدنية التي نظرت فيها لجنة البنوك في مجلس الشيوخ. في عام 1942، منح الكونغرس وزير الخزانة السلطة المؤقتة لتغيير تركيبة النيكل بسبب نقص المعادن في زمن الحرب، وإذا تطلب الطلب العام على القطعة النقدية بقيمة خمسة سنتات ذلك، فيمكن للدار سك قطع نقدية بقيمة ثلاثة سنتات. ولم يسفر أي من المقترحات عن أي نتيجة. تأكد أن القطعة النقدية بقيمة ثلاثة سنتات هي العطاء القانوني الكامل بموجب قانون العملة لعام 1965، والذي أعلن أن جميع العملات المعدنية والعملات في الولايات المتحدة صالحة لأي مبلغ لسداد الديون العامة والخاصة. بحلول ذلك الوقت، كانت تلك العملة قد اختفت منذ فترة طويلة من المشهد.

## الجمع

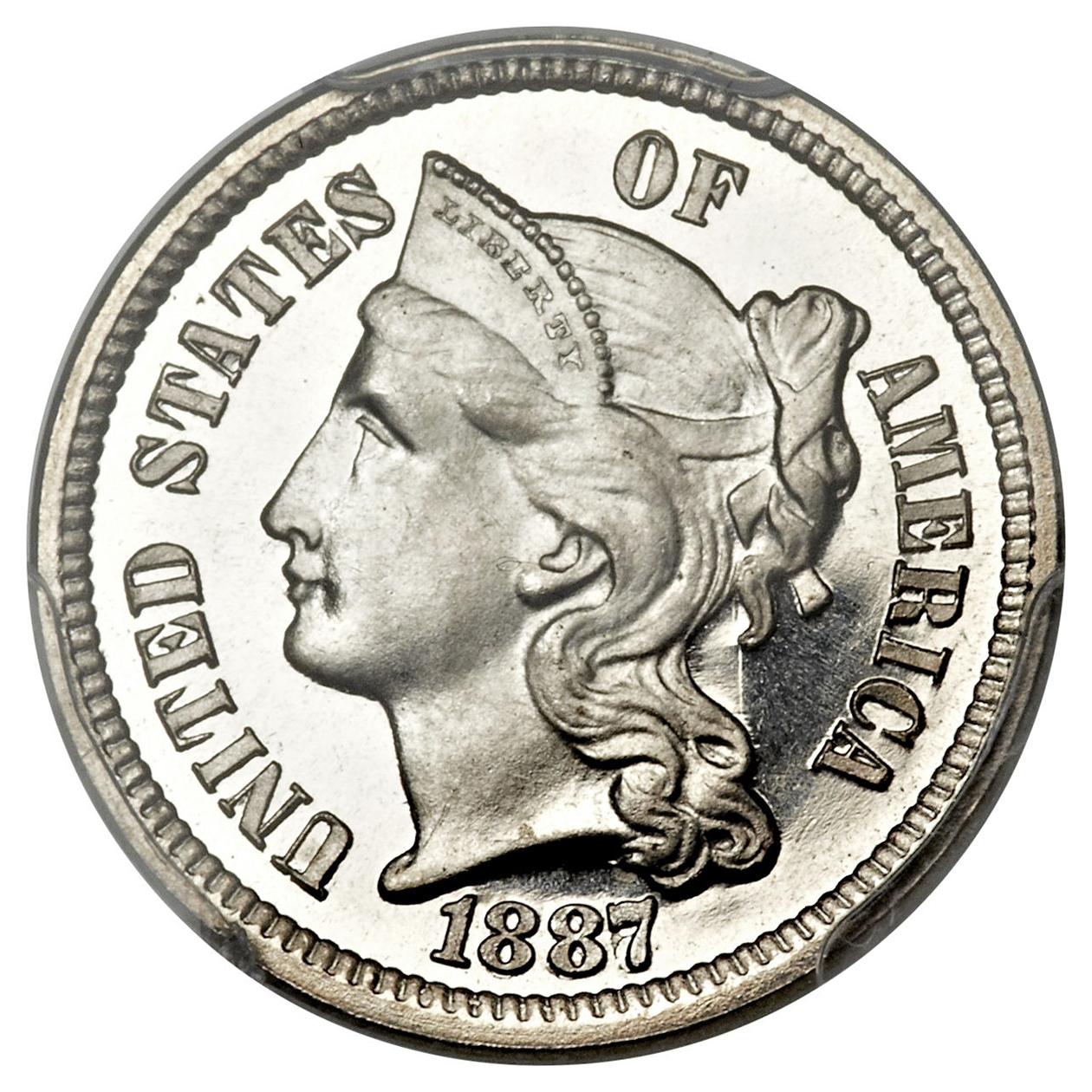
عملة معدنية من فئة ثلاثة سنتات من عام 1887/6

وفقًا لطبعة عام 2018 من دليل RS Yeoman 's A Guide Book of United States Coins، فإن القطع من كتالوج 1882 إلى 1887 فقط التي يزيد سعرها عن 100 دولار في حالة جيدة جدًا؛ وقائمة التواريخ الشائعة تتراوح من 15 إلى 20 دولارًا في تلك الحالة. أعلى قيمة مدرجة هي لعملة 1877، التي سكت فقط في نسخة تجريبية مع سك 900 نسخة، بسعر 2000 دولار. اقترح ديفيد ف. فانينغ، في مقالته عام 2001 عن القطع النقدية ذات الثلاثة سنتات، أن العينات النادرة من قطعة النيكل ذات الثلاثة سنتات غير مكلفة نسبيًا مقارنة بالعملات المعدنية ذات الإصدار المماثل في السلاسل الأكثر شعبية، مثل دولار مورغان.
ظل تصميم عملة النيكل فئة الثلاثة سنتات ثابتًا طوال فترة إصدارها، وهناك عدد قليل من الأنواع. يُعرف تاريخ متأخر، 1887/6. كان تاريخ القالب الذي ضرب هذه العملات المعدنية في الأصل عام 1886، عندما لم يجري أي ضربات تداول. حتى لا يُهدر القالب، غيّرت دار السك الرقم الأخير من 6 إلى 7؛ ويظهر دليل على كلا الرقمين. تُظهر بعض القطع من عام 1865 في حالة إثبات إكليلًا على ظهره يقترب كثيرًا من لمس الحافة مقارنةً بالإصدارات اللاحقة. من المرجح أن تكون هذه عملات معدنية منقوشة ولكنها مقبولة على أنها صادرة لأن دار السك وضعتها في بعض مجموعات إثبات عام 1865. لم تضرب العديد من قطع النيكل فئة الثلاثة سنتات بالكامل، وتفتقر إلى تفاصيل التصميم؛ وذلك لأن رأس الحرية يقع مقابل الرقم III مباشرةً، وواجهت دار السك صعوبة في جعل سبيكة المعدن الصلبة تتدفق بشكل كافٍ إلى النقاط العالية من كلا الجانبين.

## الملاحظات
1. ↑  As the signing was before noon, when the congressional session (and the extended legislative day that had begun over 24 hours before) ended, the law is referred to as the Act of March 3, 1865. See Greenbaum، صفحة 25.
2. ↑  A "nickel" or "nick", was slang that originally referred to the copper-nickel cent piece struck from 1857 to 1864, then briefly to the three-cent nickel piece. It has long been the popular term for the copper-nickel five-cent piece first struck in 1866.